# Eupithecia albidulata
Eupithecia albidulata är en fjärilsart som beskrevs av Otto Staudinger 1892. Eupithecia albidulata ingår i släktet Eupithecia och familjen mätare. Inga underarter finns listade i Catalogue of Life.